# Diana Berríos
Diana Patricia Berríos es una abogada venezolana que se ha desempeñado como directora de talento humano de la alcaldía de Maracaibo. La noche del 4 de octubre de 2024, fue detenida por funcionarios del Servicio Bolivariano de Inteligencia Nacional (SEBIN) tras ser citada a una reunión con el contralor municipal Antonio Bermúdez. El arresto ocurrió horas después de que Berríos designara a Vanessa Linares, esposa de Rafael Ramírez Colina, como alcaldesa encargada después de la detención de Colina, y en el contexto de las detenciones del alcalde, su secretaria privada, el secretario de seguridad ciudadana de la alcaldía, la directora general y otros trabajadores municipales.